# Società Sportiva Enotria 1922-1923
Questa pagina raccoglie i dati riguardanti la Società Sportiva Enotria nelle competizioni ufficiali della stagione 1922-1923.

## Rosa
| N. |                   | Ruolo | Calciatore            |
| -- | ----------------- | ----- | --------------------- |
| 1  | Italia (bandiera) | P     | Antonio Tomaipintica  |
| 12 | Italia (bandiera) | P     | Ubaldo Peluso         |
| 7  | Italia (bandiera) | D     | Andrea Guadagno       |
| 2  | Italia (bandiera) | D     | Francesco Buzzacchino |
| 4  | Italia (bandiera) | D     | Antonio Martella      |
| 19 | Italia (bandiera) |       | Gaetano D'Andria      |
| 6  | Italia (bandiera) | C     | Ivan Lanubile         |
| 8  | Italia (bandiera) | C     | Alessandro Galtieri   |
| 11 | Italia (bandiera) | A     | Loris Graziano        |
| 9  | Italia (bandiera) | A     | Marco Piccinni        |
| 16 | Italia (bandiera) |       | Michele Vitale        |
| 10 | Italia (bandiera) | A     | Tommaso D'Ippolito    |

| N. |                   | Ruolo | Calciatore       |
| -- | ----------------- | ----- | ---------------- |
| 15 | Italia (bandiera) | D     | Luca Melle       |
| 20 | Italia (bandiera) |       | L.M.Lusso        |
| 5  | Italia (bandiera) | C     | Aldo Fedele      |
| 17 | Italia (bandiera) | A     | Vincenzo Testa   |
| 3  | Italia (bandiera) | D     | Andrea Bruno     |
| 14 | Italia (bandiera) | C     | Loris Cartellino |
| 18 | Italia (bandiera) | A     | Roberto Renzulli |